# La Voivre (Haute-Saône)
La Voivre település Franciaországban, Haute-Saône megyében. Lakosainak száma 109 fő (2022. január 1.). La Voivre Amont-et-Effreney, Écromagny, Faucogney-et-la-Mer, Les Fessey, La Lanterne-et-les-Armonts és Sainte-Marie-en-Chanois községekkel határos.

## Népesség
A település népességének változása:
| Lakosok száma | 142  | 142  | 147  | 146  | 135  | 125  | 115  | 111  | 109  |
|               | 2013 | 2015 | 2016 | 2017 | 2018 | 2019 | 2020 | 2021 | 2022 |